# Parlamentswahl in Algerien 2007
Bei der Parlamentswahl in Algerien 2007, die am 17. Mai stattfand, bewarben sich über 20 Parteien und etwa 100 unabhängige Listen mit insgesamt über 12.000 Kandidaten um die 389 Sitze im Unterhaus des Parlaments (Assemblée populaire nationale). Fast 19 Millionen Wahlberechtigte waren aufgerufen, in den über 42.000 Wahlbüros ihre Stimme abzugeben.
Die Wahl wurde von Bombenanschlägen im Vorfeld überschattet und fand unter strengen Sicherheitsvorkehrungen statt. Die Islamische Heilsfront war nicht zur Wahl zugelassen; islamistische Gruppierungen wie die nordafrikanische al-Qaida-Zelle riefen zum Wahlboykott auf, die wichtigste Partei in den Berbergebieten im Nordosten Algeriens (Front Sozialistischer Kräfte) boykottierte die Wahl ebenfalls. Deshalb und wegen des allgemein geringen Vertrauens der Bevölkerung in die Politik prognostizierten Beobachter eine niedrige Beteiligung. Die Wahl selbst verlief friedlich.
Auslandsalgerier gaben am Vortag ihre Stimmen ab, auch Nomaden in abgelegenen Regionen konnten schon früher in mobilen Wahlbüros wählen. Insgesamt gaben 6.662.383 Wähler ihre Stimme ab, was einer Beteiligung von 35,51 % entspricht. Wie von Beobachtern erwartet ging das von der Nationalen Befreiungsfront (FLN) geführte „Präsidenten-Bündnis“, das den Präsidenten Abd al-Aziz Bouteflika unterstützt, mit 249 Sitzen als klarer Sieger aus der Wahl hervor; zum Präsidentenbündnis zählten auch die Nationale Demokratische Sammlung und die islamische Gesellschaftsbewegung für den Frieden (Hamas).

## Ergebnisse

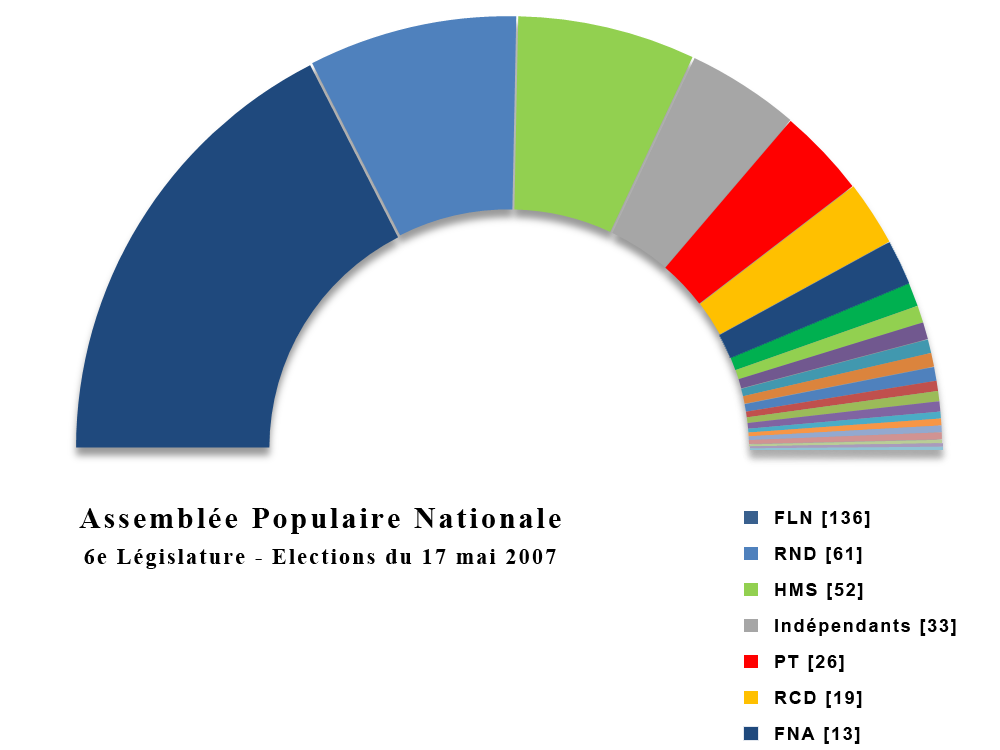
Zusammensetzung des Parlaments

| Partei                                                | Sitze |
| ----------------------------------------------------- | ----- |
| Nationale Befreiungsfront (FLN)                       | 136   |
| Rassemblement national démocratique                   | 61    |
| Mouvement pour la société pour la paix                | 52    |
| Unabhängige                                           | 33    |
| Parti des travailleurs                                | 26    |
| Rassemblement pour la Culture et la Démocratie        | 19    |
| Front National Algérien                               | 13    |
| Mouvement national pour la nature et le développement | 7     |
| Nahda-Bewegung                                        | 5     |
| Mouvement pour la jeunesse et la démocratie           | 5     |
| Sonstige                                              | 32    |